# Saint-Pardoux-le-Neuf (Corrèze)
 Saint-Pardoux-le-Neuf  (en occitano Sent Pardos lo Nuòu) es una comuna y población de Francia, en la región de Lemosín, departamento de Corrèze, en el distrito de Ussel y cantón de Eygurande.
Su población en el censo de 2008 era de 64 habitantes.
Está integrada en la Communauté de communes du Pays d'Eygurande .

## Demografía
| 109 | 113 | 90 | 78 | 88 | 88 | 64 |
| Para los censos de 1962 a 1999 la población legal corresponde a la población sin duplicidades (Fuente: INSEE [Consultar]) |     |    |    |    |    |    |